# Selaginella jacquemontii
Selaginella jacquemontii är en mosslummerväxtart som beskrevs av Antoine Frédéric Spring. Selaginella jacquemontii ingår i släktet mosslumrar, och familjen mosslummerväxter. Inga underarter finns listade i Catalogue of Life.